# Fontana di Nettuno (Vienna)

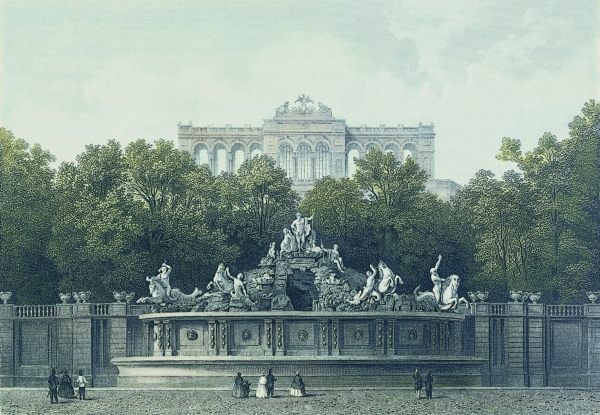
Fontana del Nettuno e Gloriette, in colore metallico nel 1780

La fontana del Nettuno del giardino del castello di Schönbrunn è una delle attrattive del complesso del castello. Voluta dall'imperatrice Maria Teresa d'Austria, fu eretta tra il 1778 e il  1780 su progetto dell'architetto austriaco Johann Ferdinand Hetzendorf von Hohenberg, nel corso della ristrutturazione del complesso.

## Storia
Gli scavi per il bacino ebbero inizio nel 1776 e nel 1777 il progetto dovette essere rivisto, dopo che era saltato fuori, che non vi era alcuna quantità di acqua nel luogo degli scavi. Ne conseguì che il bacino appena scavato dovette essere ricoperto e la costruzione della fontana rinviata al 1780.
Il progetto di una costruzione in mattoni ma ricoperta in pietra calacarea fu idea dell'architetto Johann Ferdinand Hetzendorf von Hohenberg mentre le sculture in marmo di Vipiteno sono opera dello scultore di corte Johann Christian Wilhelm Beyer e furono realizzate nel suo laboratorio.

## Descrizione
La fontana si trova sull'asse principale tra il Castello e la Gloriette, ai margini del Grande Parterre, che le grandi statue intorno al complesso chiudono, mentre contemporaneamente accentuano il passaggio alla collina. È alta, senza contare le statue, 7 metri, larga circa 49 m e lunga poco meno di 102 m.

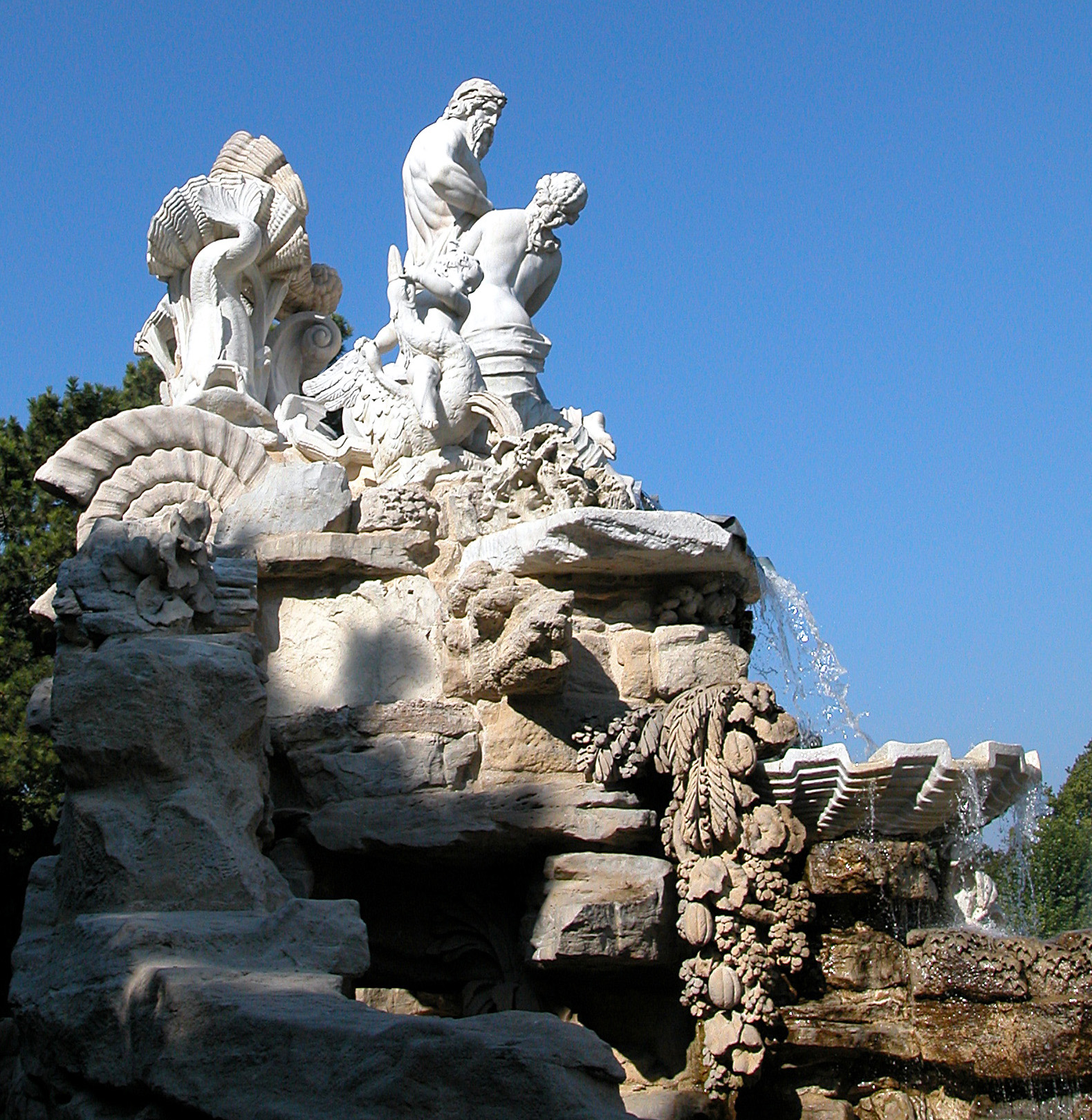
Gruppo di figure da est

La fontana è un grosso bacino chiuso da un movimentato muro di contenimento contro la falda della collina. In mezzo ad essa si trova un'artistica grotta, sulla quale il dio Nettuno si erge sulla sua carrozza a conchiglia, armato del suo tridente.
Alla sua destra è inginocchiata la nereide Teti, che invoca il favore del dio per un viaggio sicuro sul mare da parte del figlio Achille, diretto a Troia. Alla sua sinistra, ai suoi piedi, una ninfa con una cornucopia indica le grandi ricchezze del mare.
Il gruppo principale è circondato da quattro Tritoni, i domatori degli ippocampi, che trainano la carrozza di Nettuno.

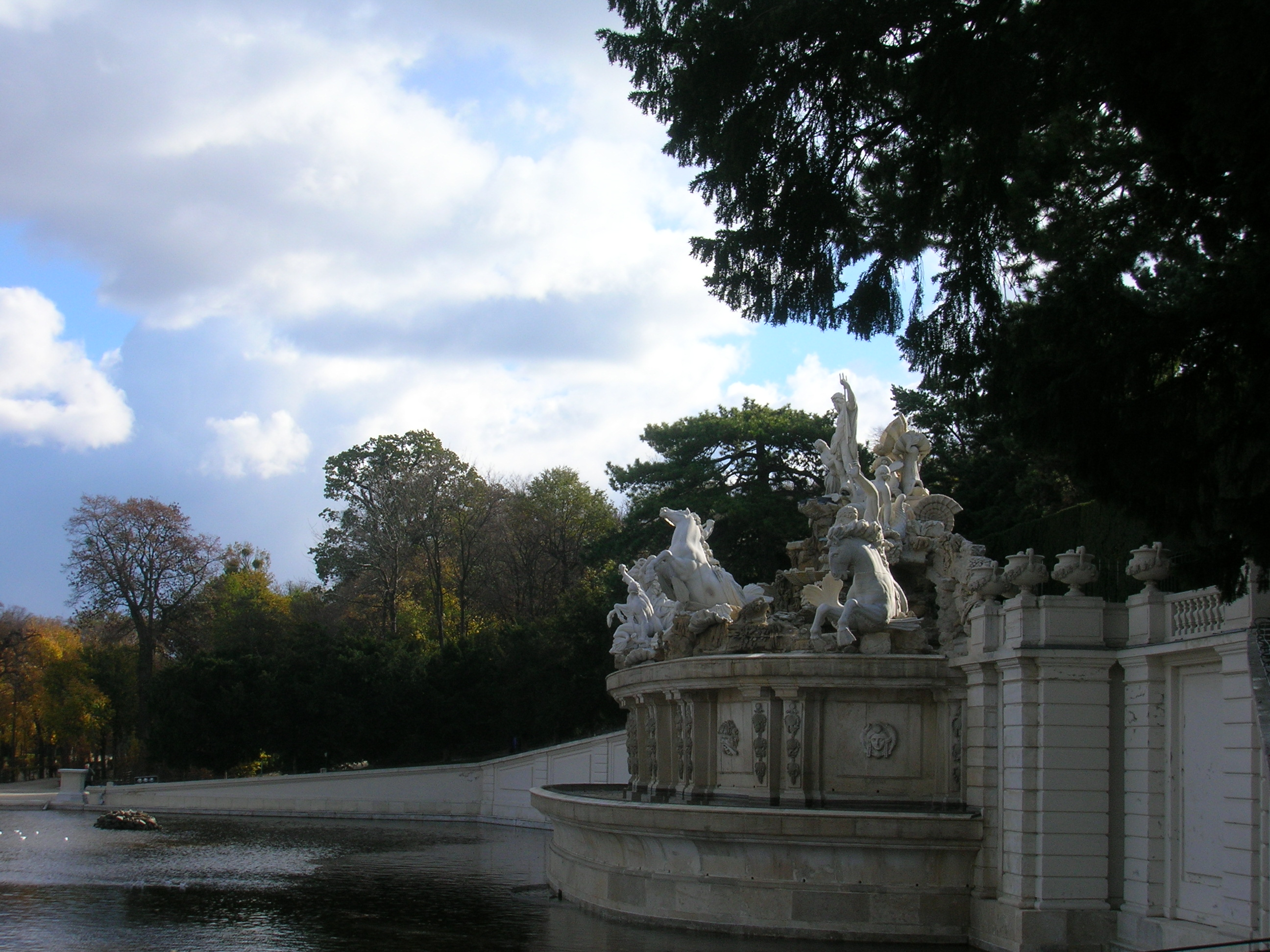
La fontana vista da ovest

Originariamente vi erano sette gruppi di figure (accanto al gruppo principale con Nettuno e i quattro gruppi dei Tritoni e ancora due gruppi di Naiadi, che dovevano essere piazzati nel bacino) furono occasione di liti di uno scambio di corrispondenza fra uffici: i gruppi delle Naiadi erano, rispetto agli altri, così sproporzionatamente piccoli, che dovettero essere posizionate entrambe nei catini delle due rotonde. Bayer fu incolpato di averli realizzati così di proposito, per anticipare altri scultori, che tuttavia avevano già lavorato per questo bacino, con un lavoro completo.
Il signore del mare, Nettuno, era nell'arte dei secoli dal XVI al XVIII, un'allegoria del sovrano che dirigeva il proprio paese.
Dietro la fontana si trova un edificio nel pendio, attraverso il quale divengono accessibili una volta in laterizio alta fino una volta e mezzo lo spesso muro sotto la fontana e una galleria di collegamento alla parte posteriore del laghetto della Gloriette. L'acqua, attraverso un condotto a cielo aperto da lì alla fontana, alimenta la medesima.
A causa della carenza di acqua la fontana veniva prima azionata solo in determinate occasioni, e dopo ciascuna delle due guerre mondiali praticamente mai. Solo dopo un totale restauro della fontana funziona un apparato di circolazione dell'acqua e quindi è possibile un funzionamento costante della fontana.

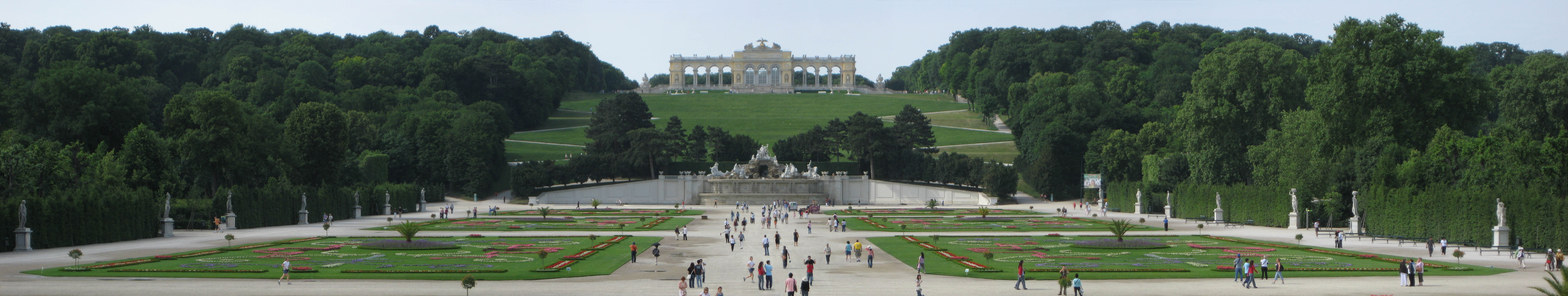
Vista dal castello di fontana e Gloriette